# Betoncourt-Saint-Pancras
Betoncourt-Saint-Pancras è un comune francese di 49 abitanti situato nel dipartimento dell'Alta Saona nella regione della Borgogna-Franca Contea.

## Società

### Evoluzione demografica
Abitanti censiti